# 51. Münchner Sicherheitskonferenz

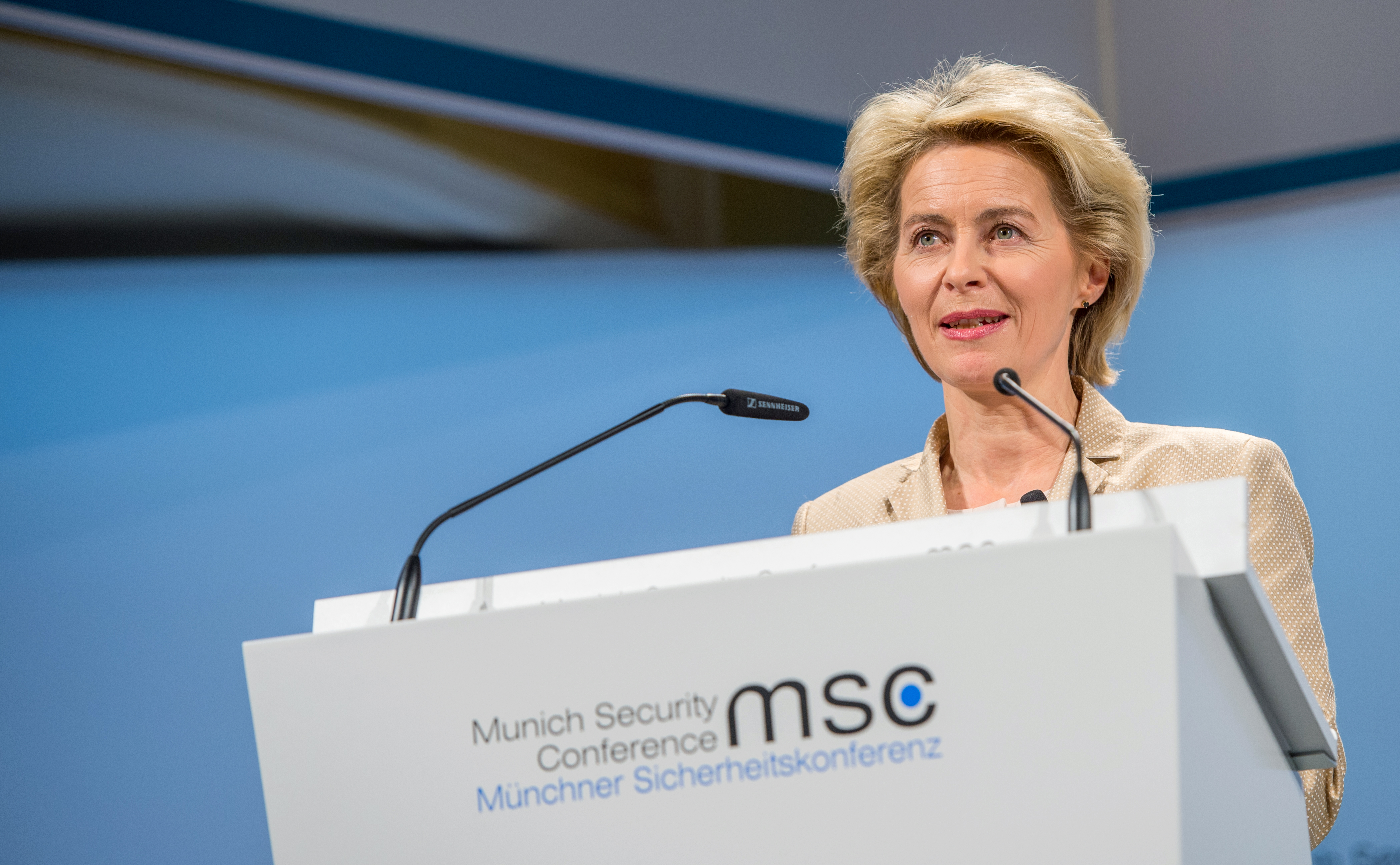
Bundesverteidigungsministerin Ursula von der Leyen eröffnet die 51. Münchner Sicherheitskonferenz.

Die 51. Münchner Sicherheitskonferenz fand vom 6. bis 8. Februar 2015 statt. Unter den mehr als 400 internationalen Teilnehmern aus fast 80 Ländern waren auch 20 Staats- und Regierungschefs, 70 Außen- und Verteidigungsminister sowie 30 Vorstandsvorsitzende großer Unternehmen. Die deutsche Verteidigungsministerin Ursula von der Leyen hielt die Eröffnungsrede.

## Reden

### Schwerpunkt Ukraine

#### Von der Leyen
Ursula von der Leyen erklärte die Bereitschaft Deutschlands zur Übernahme internationaler Führungsverantwortung. Darunter sei keine Führung „mit Pickelhaube“ zu verstehen, erläuterte die Ministerin, sondern eine „Führung aus der Mitte“. Das könne auch heißen, „gemeinsam zu kämpfen“. Aus der deutschen Geschichte leitete von der Leyen die Verpflichtung ihres Landes zur Verteidigung der Menschenrechte ab, räumte aber ein, dass die deutsche Bevölkerung in dieser Frage „zurückhaltender“ sei.
Im Zusammenhang mit dem Konflikt in der Ukraine warf von der Leyen Russland vor, dort einen „unerklärten Krieg“ zu führen. Sie sprach sich aber gegen eine Lieferung von Waffen an die Ukraine aus.

#### Jens Stoltenberg
Auch NATO-Generalsekretär Jens Stoltenberg appellierte am Eröffnungstag an Russland, in dem Konflikt einzulenken. „Der Kalte Krieg ist Geschichte, und so sollte es auch bleiben“, erklärte Stoltenberg. Er bekräftigte die Entschlossenheit der NATO, jeden Angriff abzuwehren, warnte aber auch vor den langfristigen Konsequenzen gekürzter Verteidigungsetats für die Sicherheit.
Ein Treffen Stoltenbergs mit dem russischen Außenminister Sergei Lawrow während der Konferenz wurde als „frostig“ beschrieben.

#### Angela Merkel

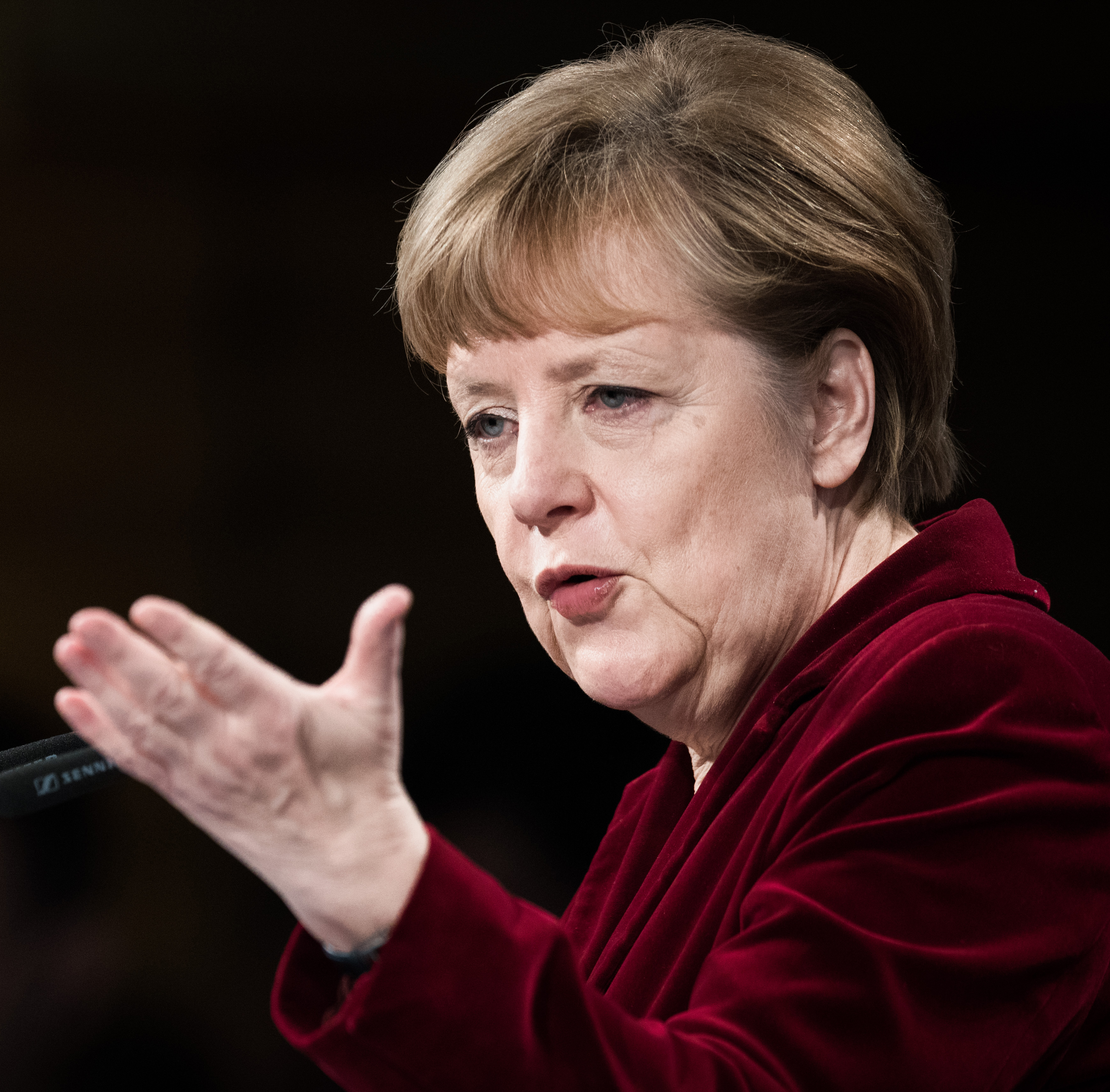
Bundeskanzlerin Angela Merkel auf der 51. Sicherheitskonferenz

Die deutsche Bundeskanzlerin Angela Merkel war unmittelbar nach einer gemeinsamen Vermittlungsmission mit dem französischen Präsidenten François Hollande beim russischen Präsidenten Wladimir Putin in Moskau nach München angereist. In ihrer Rede lehnte Merkel abermals Waffenlieferungen an die Ukraine ab und sprach sich für eine diplomatische Lösung und die Belebung des Minsker Abkommens aus, da der Konflikt weiterhin militärisch nicht zu lösen sei. Sie nannte die russische Politik seit Abschluss des Abkommens „desillusionierend“, verwies aber zugleich auf ihre persönliche Erfahrungen in Ostdeutschland beim Bau und dem Fall der Berliner Mauer als Beispiel für die erfolgreiche nicht-militärische Lösung eines Konfliktes. Auf wiederholte Forderungen nach Waffenlieferungen an die Ukraine entgegnete die Kanzlerin: „Ich bin da sehr zweifelnd.“ Laut Merkel sei Putin mit Waffen und Soldaten nicht zu einem Nachgeben zu bewegen. 
Nach ihrer Rede kam Merkel mit US-Vizepräsident Joe Biden und dem ukrainischen Präsidenten Petro Poroschenko zu einem Dreier-Treffen zusammen.

#### Petro Poroschenko
Poroschenko erklärte auf der Konferenz die Bereitschaft seines Landes zu einer bedingungslosen Waffenruhe und warf Russland vor, mit regulären Armee-Einheiten in den Konflikt einzugreifen. Als Beleg präsentierte er den Konferenzteilnehmern die Pässe russischer Soldaten, die im Osten der Ukraine gekämpft haben. Poroschenko unterstützte die deutsch-französischen Vermittlungsbemühungen, drängte jedoch auf schnelle Resultate. Zugleich forderte er vom Westen Waffenlieferungen für sein Land, das als souveräner Staat das Recht habe, sich zu verteidigen.

#### Joe Biden
US-Vizepräsident Biden forderte den russischen Präsidenten Putin auf, „get out of Ukraine“, und machte ihn persönlich für die Lage dort verantwortlich. „Es ist das Ergebnis von Putins Entscheidungen, dass die Welt heute anders aussieht“, sagte Biden auf der Sicherheitskonferenz. Er unterstützte auch im Namen von US-Präsident Barack Obama die deutsch-französischen Friedensbemühungen, äußerte sich aber skeptisch zur Bereitschaft Russlands, sich an getroffene Absprachen zu halten. Biden erklärte, der Konflikt in der Ukraine sei militärisch nicht zu lösen, betonte aber zugleich das Recht der Ukraine auf Selbstverteidigung. Der Vizepräsident warnte Russland vor den wirtschaftlichen Folgen, sollte das Land im Konflikt mit der Ukraine nicht nachgeben. Russlands Präsident Putin stehe laut Biden vor der Entscheidung, „Abzug aus der Ukraine oder steigende wirtschaftliche Kosten zu Hause in Kauf nehmen“. Er kündigte weiterhin an, sein Land werde der Ukraine auch künftig militärische Ausrüstung liefern, ging aber nicht auf die geforderten Waffenlieferungen ein.

#### John McCain
Für Waffenlieferungen hatten sich auch die US-Senatoren Bob Corker und John McCain ausgesprochen. McCain äußerte auf der Konferenz seine Überzeugung, dass der russische Präsident Putin an keiner diplomatischen Lösung des Ukraine-Konflikts interessiert sei, sondern die Nachbarstaaten Russlands dominieren wolle. Daher müsse der Westen der Ukraine „Defensivwaffen“ liefern, um die Kosten für Putin zu steigern, führte der Senator aus, der den Konflikt als „Vorspiel für weitere Aggressionen“ deutete. Mit drastischen Worten kritisierte McCain die ablehnende Haltung der deutschen Regierung bei Waffenlieferungen für die Ukraine. So nannte er Merkels Haltung „töricht“, verglich ihre Politik mit dem Appeasement der 1930er Jahre und unterstellte ihr Ahnungslosigkeit und Gleichgültigkeit gegenüber den Opfern in der Ukraine. McCains harsche Kritik an Bundeskanzlerin Merkel wurde von deutschen Politikern zurückgewiesen. Kritik an der deutschen Haltung übte auch US-Senator Lindsey Graham, der Merkel vorwarf, einen Fehler zu begehen und denen, die für Demokratie kämpfen, den Rücken zuzukehren. Graham erinnerte an die Opfer, die andere Nationen während des Kalten Krieges gebracht hätten, um die Freiheit der Bundesrepublik zu sichern.

#### Sergei Lawrow
Der russische Außenminister Lawrow warf dem Westen auf der Sicherheitskonferenz vor, den Konflikt in der Ukraine bewusst zu verschärfen. Russland selbst trage für diesen Konflikt keine Verantwortung, erklärte Lawrow. In seiner Rede machte er zugleich die USA für die massiven Spannungen in dem Verhältnis zwischen dem Westen und Russland verantwortlich. Lawrow unterstellte den Vereinigten Staaten ein Streben nach globaler Dominanz und beschuldigte sie, mit ihrer Raketenabwehr in Europa internationale Vereinbarungen zu verletzen. Die aktuelle Situation bezeichnete der russische Außenminister als „Wendepunkt“, an dem der Westen entscheiden müsse, ob er eine „Sicherheitsarchitektur mit, ohne oder gegen Russland errichten“ wolle. Positiv äußerte sich Lawrow zu den deutsch-französischen Friedensbemühungen.

#### Frank-Walter Steinmeier

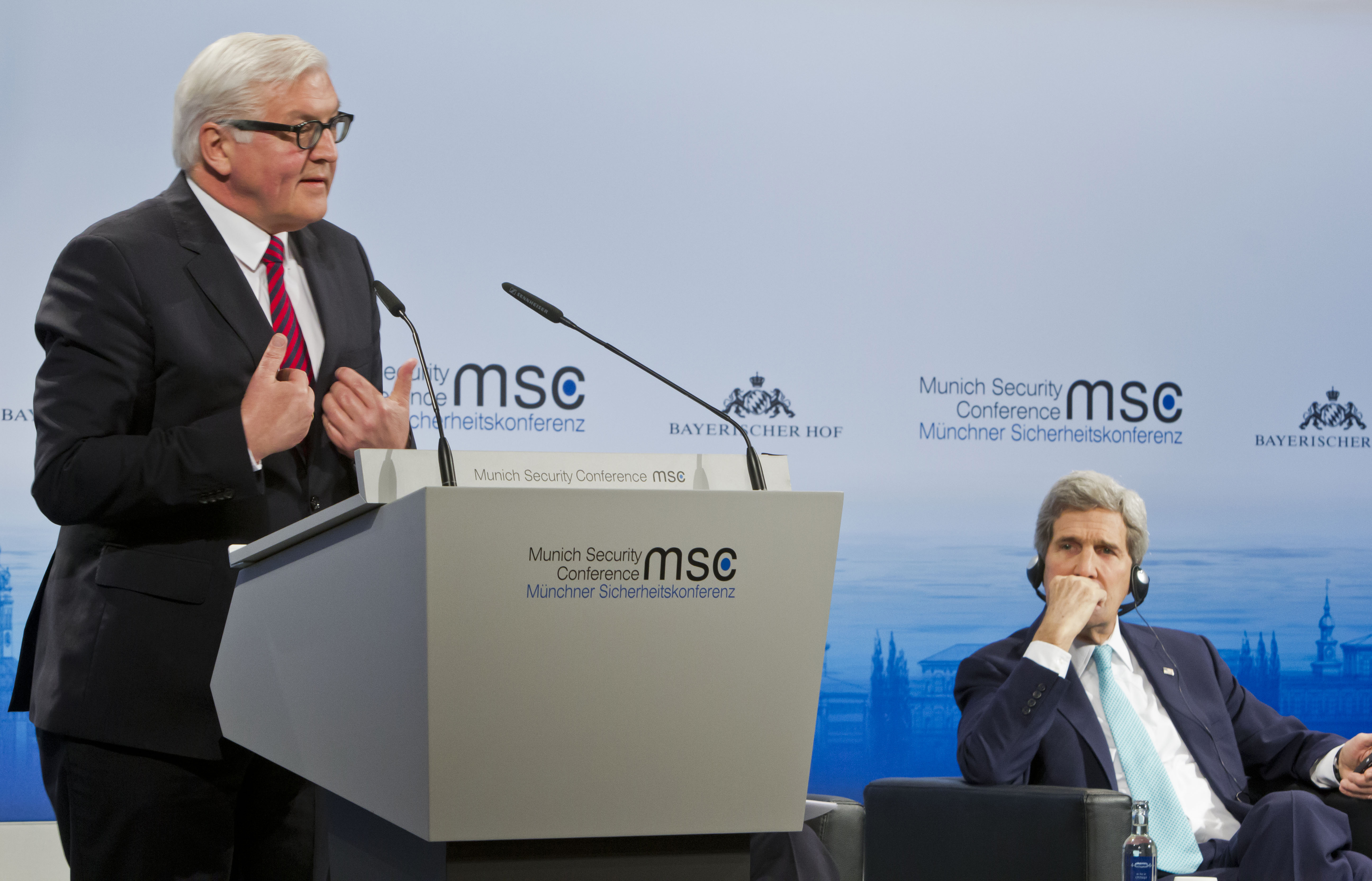
Bundesaußenminister Frank-Walter Steinmeier (li.) und US-Außenminister John Kerry auf der 51. Sicherheitskonferenz

Scharfe Kritik an der Rede Lawrows äußerte der deutsche Außenminister Frank-Walter Steinmeier. Er forderte von Russland mehr Kompromissbereitschaft und hielt seinem russischen Amtskollegen vor, mit seiner Rede keinen Beitrag zur Lösung des Konflikts geleistet zu haben. Ein schnelles Ende der Auseinandersetzungen schloss der Minister aus. Wie zuvor Bundeskanzlerin Merkel lehnte auch Steinmeier Waffenlieferungen an die Ukraine ab und bezeichnete sie als „hochriskant“ und „kontraproduktiv“. Wichtigste Aufgabe sei die Begrenzung des Konflikts, um Spielraum für politische Lösungen zu gewinnen, erklärte der Außenminister. Er betonte, dass es dauerhafte Sicherheit in Europa nur gemeinsam mit Russland geben könne, ebenso wie Russland eine gute Zukunft nur mit und nicht gegen Europa habe.

#### John Kerry
US-Außenminister John Kerry betonte die enge Zusammenarbeit der USA mit Europa und erklärte, es gebe in der Ukraine-Frage keine Spaltung oder Uneinigkeit. Auch Kerry sprach sich für eine diplomatische Lösung der Krise aus und warf dem russischen Präsidenten Putin „dreiste Bemühungen“ vor, die Ost-Ukraine zu destabilisieren.

#### Philip Hammond
Der britische Außenminister Philip Hammond unterstützte auf der Konferenz die ablehnende Haltung von Kanzlerin Merkel zu Waffenlieferungen an die Ukraine. Sein Kabinettskollege, Verteidigungsminister Michael Fallon, der sich mit Bundesverteidigungsministerin von der Leyen abgestimmt hatte, warnte vor weiteren Eskalationen für den Fall, dass offensive Waffensysteme geliefert würden. Er wies den von Senator McCain geäußerten Appeasement-Vorwurf gegen Kanzlerin Merkel zurück und schilderte die gravierenden Auswirkungen der Wirtschaftssanktionen auf die russische Wirtschaft. Dem russischen Präsidenten Putin warf Fallon vor, unmittelbare Kontrolle über die russischen Separatisten in der Ukraine zu haben. Zugleich habe Putin durch sein Vorgehen den Zusammenhalt innerhalb der NATO erhöht, erklärte der britische Minister weiter.

#### Laurent Fabius
Auch der französische Außenminister Laurent Fabius erteilte Waffenlieferungen eine Absage und bot Russland an, sich über Autonomierechte für ethnische Russen in der Ostukraine zu verständigen. Eine Ausweitung russischer Kontrolle auf ukrainisches Territorium lehnte der Minister ab und bezeichnete sie als Verstoß gegen die europäische Ordnung.

#### Philip Breedlove
Philip M. Breedlove, Oberbefehlshaber der NATO in Europa und zuvor skeptisch gegenüber Waffenlieferungen an die Ukraine, erklärte auf der Konferenz, man solle für den Fall eines Scheiterns von Verhandlungen und Sanktionen „die Möglichkeit einer militärischen Option nicht von vornherein ausschließen“. Einen Einsatz von Bodentruppen schloss der General selbst aber aus.

### Iranisches Atomprogramm

#### Mohammed Sarif
Im Zusammenhang mit den Verhandlungen zum iranischen Atomprogramm widersprach der iranische Außenminister Mohammed Dschawad Sarif auf der Konferenz einer weiteren Verlängerung der bis Ende März 2015 laufenden Einigungsfrist. Er berichtete von einer Unterstützung durch den Obersten Führer Irans, Ajatollah Ali Chamene’i, für die Atomverhandlungen der iranischen Regierung und forderte eine Aufhebung der Sanktionen gegen sein Land. 

#### Federica Mogherini
Die EU-Außenbeauftragte Federica Mogherini äußerte sich optimistisch zum Verlauf der Verhandlungen mit Iran und sprach in München von einer „historischen Chance“ zur Lösung des Konflikts. Während der Sicherheitskonferenz kamen Sarif und US-Außenminister Kerry zweimal zu direkten Verhandlungen zusammen.

#### Yuval Steinitz
Der israelische Minister Yuval Steinitz warnte auf der Konferenz vor einem nuklearen Wettrüsten im Nahen Osten, sollte der Iran zur Atommacht werden.
Im Kampf gegen die Terrormiliz Islamischer Staat (IS) forderte der israelische Minister vom Westen mehr militärische und finanzielle Unterstützung für Ägypten, Jordanien, die Kurden und gemäßigte Kräfte in Syrien. US-Außenminister Kerry berichtete in München, dass die internationale Koalition gegen den IS seit August 2014 schon 2.000 Angriffe gegen die Terroristen geflogen habe. Die Angriffe hätten dazu beigetragen, 700 Quadratkilometer von der Herrschaft des IS zu befreien. Im Zusammenhang mit der Verbrennung des jordanischen Piloten Muʿādh al-Kasāsba bei lebendigem Leibe durch den IS sprach Kerry von einer „neuen Dimension der Verdorbenheit“ und kündigte an, unerbittlich gegen Terrorgruppen wie den IS und Boko Haram vorzugehen.

## Podiumsdiskussionen

### Flüchtlingskrise
UN-Flüchtlingskommissar António Guterres warnte während einer Podiumsdiskussion vor den Gefahren der weltweiten Flüchtlingskrisen für Frieden und Sicherheit. Die globale Sicherheitslage beschrieb Guterres mit den Worten: „Wir haben keine bipolare Welt, wir haben keine multilaterale Welt, wir haben eine chaotische Welt.“ Salil Shetty, der Generalsekretär von Amnesty International, warf der Staatengemeinschaft Versagen beim Schutz der Menschenrechte vor und plädierte bei Entscheidungen des UN-Sicherheitsrates zu Menschenrechtsverletzungen für eine Einschränkung des Vetorechts. Shetty kritisiert die EU, dass ihre 27 Mitgliedsstaaten lediglich 9.000 Flüchtlinge aus Syrien aufgenommen hätten, während in die fünf Nachbarstaaten Syriens 3,8 Millionen Bürgerkriegsflüchtlinge verkraften müssten. Der libanesische Ministerpräsident Tammam Salam nannte die Lage seines Landes, das bei vier Millionen Einwohnern 1,5 Millionen Flüchtlinge aus Syrien genommen hatte, katastrophal. Bundesentwicklungsminister Gerd Müller sagte Tammam weitere Hilfen zu und forderte von der EU die Aufnahme weiterer Flüchtlinge. Müller beklagte in der Diskussion das globale Missverhältnis der Militärausgaben im Vergleich zur Entwicklungshilfe und erhielt für seine Forderung nach Umverteilung der Finanzmittel Unterstützung von der Vizepräsidentin des Deutschen Bundestages, Claudia Roth.

### Globale Ordnung
Der Zusammenbruch globaler Ordnung war Thema einer weiteren Podiumsdiskussion, bei der Martin Schulz, Präsident des Europäischen Parlamentes, Kumi Naidoo, internationaler Direktor von Greenpeace, und George Soros, Investor und Philanthrop, die Möglichkeiten einer künftigen neuen Weltordnung erörterten. Zuvor hatten der frühere UN-Generalsekretär Kofi Annan und die frühere norwegische Ministerpräsidentin Gro Harlem Brundtland einen Vorschlag zur Reform des UN-Sicherheitsrates präsentiert.